# Takashi Atōda

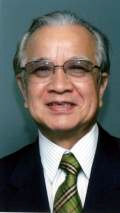
Takashi Atōda

Takashi Atōda (japanisch 阿刀田 高, Atōda Takashi; * 13. Januar 1935 in Tokio) ist ein japanischer Schriftsteller, der von 2007 bis 2011 Vorsitzender des japanischen P.E.N.-Zentrums war.

## Leben und Wirken
Atōda debütierte 1953 achtzehnjährig als Schriftsteller und trat seither als Autor eines umfangreichen Mysteryliteraturwerkes hervor. Daneben verfasste er auch Science-Fiction-Erzählungen. 1979 wurde er für Napporeon kyō mit dem Naoki-Preis ausgezeichnet. Eine Sammlung seiner Kurzgeschichten in englischer Übersetzung erschien 1993 unter dem Titel The Square Persimmon and Other Stories.
2018 wurde Atōda als Person mit besonderen kulturellen Verdiensten geehrt.

## Werke
- Naporeon-kyō, 1979
- Sūtachi no hon, 1980
- Yume handan, 1980
- Jōku nashidewa ikirarenai, 1980
- Girishia shinwa o shitte imasu ka, 1984
- Atama wa bōshi no tame ja nai, 1984
- Nanakuse, 1994